# Stromanthe confusa
Stromanthe confusa är en strimbladsväxtart som beskrevs av Karl Moritz Schumann. Stromanthe confusa ingår i släktet broktoppar, och familjen strimbladsväxter.
Artens utbredningsområde är Bolivia. Inga underarter finns listade.